# Jorge Castro Muñoz
Jorge Enrique Castro Muñoz (Valparaíso, 20 de enero de 1956) es un político chileno, militante de la Unión Demócrata Independiente (UDI). Entre 2008 y 2016 ejerció como alcalde de Valparaíso.

## Familia y estudios
Hijo de José Castro y Olfelina Muñoz. Tiene dos hermanos por parte de su padre y cuatro hermanos de la relación de su padre y Olfelina (entre ellos, Jorge y Olfelina). Jorge Castro se crio en el cerro Santa Elena de Valparaíso.[cita requerida]
Como pariente de los hermanos Hoffman Castro, figuras destacadas del club local Santiago Wanderers, durante su juventud intentó iniciar una carrera como futbolista, pero lo dejó al poco tiempo.
Estudió en la Escuela Nº44 Santa Elena y luego en la Escuela España; la enseñanza media la cursó en el Liceo 5, en lo que es actualmente el Liceo Pedro Montt, del cerro Cárcel. Luego cursó estudios superiores técnicos en comercio exterior.
Actualmente está casado con Rossana Ducaseau, con quien tiene tres hijos, Juan Pablo, María Fernanda y Jorge; de su primer matrimonio nacieron Andrea y María Jesús.

## Carrera política

### Cargos durante la dictadura militar
Al menos desde 1975, Castro colaboró con el abogado y político Francisco Bartolucci en la Secretaría Provincial de la Juventud, en la antigua provincia de Valparaíso, llegando a ser parte de comitivas al extranjero, con el objetivo de defender la dictadura militar. En 1978, luego que Bartolucci fuera designado alcalde de Valparaíso, fue contratado para trabajar bajo su administración en el municipio porteño, para luego apoyar activamente el área de desarrollo social.

### Concejal
Militante de la Unión Demócrata Independiente (UDI), sus primeros pasos en la política electoral, de vuelta a la democracia, fueron con el exsenador Beltrán Urenda, quién lo acogió como un «ahijado político».
En 1992 compitió en las elecciones municipales y resultó elegido como concejal por Valparaíso, mientras Hernán Pinto (PDC) se alzó con la alcaldía de la ciudad. Castro se mantuvo en el consejo comunal tras resultar reelecto en 1996 y luego en el 2000, ocasión en la que obtuvo 35 176 votos (25,89 %), la segunda mayoría individual.
Para las elecciones de 2004, Castro intentó buscar la nominación como candidato a alcalde por Valparaíso en representación de la Alianza por Chile, mas no lo consiguió, siendo proclamado para ocupar dicho cupo el militante de Renovación Nacional, Joaquín Godoy Ibáñez (hijo de la entonces diputada Carmen Ibáñez), quién a la postre sería derrotado por Aldo Cornejo (PDC). De todas formas, Castro se presentó a la reelección como concejal, consiguiéndola al obtener la primera mayoría con 20 351 votos (17,29 %).

### Alcaldía

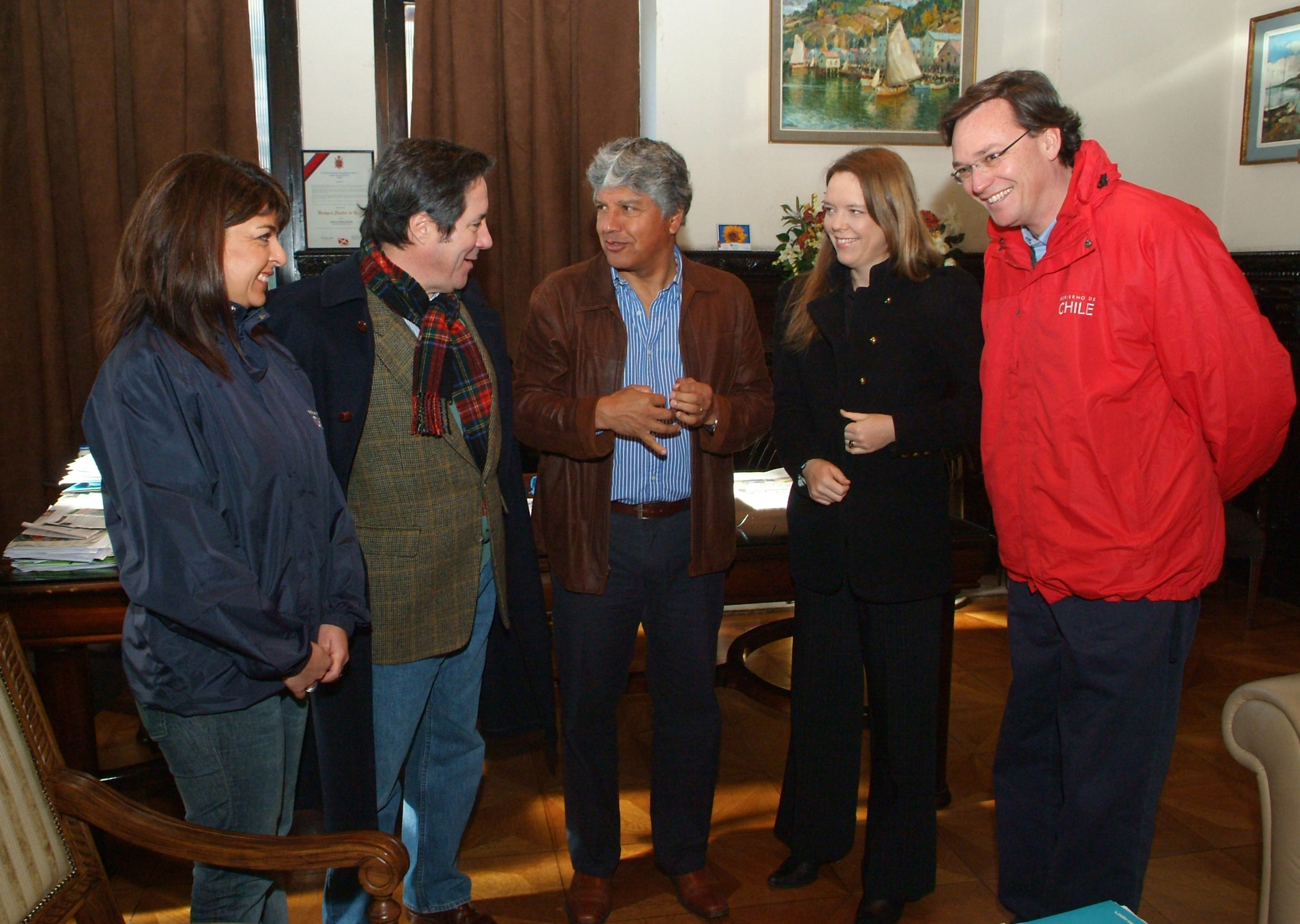
Castro (al centro) junto a otros políticos durante una visita a Valparaíso en 2010.

El año 2008, Castro finalmente consiguió el apoyo de todo la Alianza para presentarse como candidato a alcalde de Valparaíso. En la elección municipal de ese año se enfrentó contra el edil en ejercicio Aldo Cornejo, a quién pudo derrotar estrechamente con el 44,98 % de los votos. Con esto, la alcaldía de Valparaíso pasó a manos de la derecha por primera vez desde el regreso de la democracia.  
En las elecciones municipales de 2012, se presentó a la reelección, siendo su principal rival el exedil Hernán Pinto. Pese a que algunas encuestas auguraban una competencia estrecha, Castro ganó la elección por un nuevo periodo como alcalde (2012-2016), con el 46 % de los votos, superando por más de 10 puntos a Pinto.
Su segundo periodo como alcalde se vio marcado por el Gran incendio de Valparaíso ocurrido en el 2014, lo cual le llevó a ser acusado de notable abandono de deberes por parte de un grupo de concejales de la ciudad, entre los cuales estaba la concejal Paula Quintana del Partido Socialista de Chile. Esta acusación fue rechazada por el Tribunal Electoral Regional. Además de lo anterior, tuvo un largo conflicto con los profesores, entre otras cosas por el impago de las previsiones, razón por la cual el gerente de la Corporación Municipal de Valparaíso, Gustavo Mortara fue inhabilitado de ejercer cargos por cinco años, medida que fue apelada por el municipio, previo pago de una multa de 22 millones de pesos.
La gestión de Castro fue cuestionada en todo su segundo periodo por los hechos mencionados, lo que le llevó a tener un creciente desprestigio, lo que le llevó a perder la reelección a un tercer periodo en las Elecciones municipales, teniendo un descalabro en su votación, bajando más de la mitad su apoyo popular, del 46 % a solo el 22 %, siendo superado en más del doble por el ganador de dicho comicio, el independiente de izquierda, Jorge Sharp, y superando apenas por 100 votos al candidato de la Nueva Mayoría, Leopoldo Méndez. Dejó anticipadamente al cargo el 18 de noviembre —su periodo terminaba el 6 de diciembre— para cumplir con el requisito legal para presentar una candidatura parlamentaria en 2017.
En las elecciones parlamentarias de 2017 buscó un escaño por el nuevo distrito 7, obteniendo un 5,5 % de los votos, con lo cual no resultó elegido. 
A vísperas de las elecciones municipales en Valparaíso, afirmó que no se postulara para un nuevo periodo. Afirmando que quiere ser parlamentario.

## Controversias
Desde fines de 2017, Jorge Castro está siendo investigado por cuestionados contratos firmados por la Municipalidad de Valparaíso durante su alcaldía, con las empresas Total Transport S.A. y Penta Security. En noviembre del mismo año, el recién asumido alcalde Jorge Sharp se querelló contra el exalcalde por diversas irregularidades financieras en las arcas públicas del municipio. En abril de 2018, la querella fue formalizada por cargos de presunto fraude al fisco, estimado en $118 769 823 pesos chilenos.

## Historial electoral
| Año  | Tipo                      | Territorio   | Pacto                    | Partido | Votos  | %     | Resultado |
| ---- | ------------------------- | ------------ | ------------------------ | ------- | ------ | ----- | --------- |
| 1992 | Municipales               | Valparaíso   | Participación y Progreso | UDI     | 5563   | 3.78  | Concejal  |
| 1996 | Municipales               | Valparaíso   | Unión Por Chile          | UDI     | 8844   | 6.64  | Concejal  |
| 2000 | Municipales               | Valparaíso   | Alianza por Chile        | UDI     | 35 176 | 25.89 | Concejal  |
| 2004 | Municipales               | Valparaíso   | Alianza                  | UDI     | 20 351 | 17.29 | Concejal  |
| 2008 | Municipales               | Valparaíso   | Alianza                  | UDI     | 54 454 | 44.98 | Alcalde   |
| 2012 | Municipales               | Valparaíso   | Coalición por el Cambio  | UDI     | 40 264 | 46.04 | Alcalde   |
| 2016 | Municipales               | Valparaíso   | Chile Vamos              | UDI     | 19 443 | 22.55 | no electo |
| 2017 | Parlamentarias a Diputado | 7.º distrito | Chile Vamos              | UDI     | 17 624 | 5.5   | no electo |
| 2021 | Parlamentarias a Diputado | 7.º distrito | Chile Podemos Más        | UDI     | 8718   | 2.4   | no electo |